# Kobenz
Kobenz è un comune austriaco di 1 839 abitanti nel distretto di Murtal, in Stiria; ha lo status di comune mercato (Marktgemeinde).